# Lidija Manić
Ladija Vera Manic đến từ Nam Tư là người đẹp đầu tiên của nước này chiến thắng ở một cuộc thi sắc đẹp quốc tế tầm cỡ và uy tín. Cô đăng quang ngôi vị Hoa hậu Quốc tế 1975 tại Motobu, Nhật Bản.
Cô trao lại vương miện cho người kế nhiệm Sophie Perin (đến từ Pháp) vào năm 1976 tại Tokyo, Nhật Bản. Perin lẫn Manic đều là đại diện của quốc gia quê hương mình ở cuộc thi Hoa hậu Hoàn vũ 1975 được tổ chức tại San Salvador, El Salvador. Rất tiếc là cả hai đều không có giải.
Vì Nam Tư đã bị chia thành nhiều nước nhỏ nên Manic trở thành hoa hậu duy nhất trong Tứ đại Hoa hậu đến từ Nam Tư.